# Refrigeració amb gradient de polarització
El refredament amb gradient de polarització (PG cooling) és una tècnica de refrigeració làser d'àtoms. Es va proposar explicar l'observació experimental del refredament per sota del límit Doppler. Poc després d'introduir la teoria es van realitzar experiments que van verificar les prediccions teòriques. Mentre que el refredament Doppler permet que els àtoms es refredin a centenars de microkelvin, el refredament PG permet que els àtoms es refredin a uns quants microkelvin o menys.
La superposició de dos feixos de llum contrapropagats amb polaritzacions ortogonals crea un gradient on la polarització varia a l'espai. El gradient depèn del tipus de polarització que s'utilitzi. Les polaritzacions lineals ortogonals (la configuració lin⊥lin) fan que la polarització variï entre la polarització lineal i circular en el rang de mitja longitud d'ona. Tanmateix, si s'utilitzen polaritzacions circulars ortogonals (la configuració σ + σ − ), el resultat és una polarització lineal que gira al llarg de l'eix de propagació. Ambdues configuracions es poden utilitzar per a la refrigeració i donen resultats similars, però, els mecanismes físics implicats són molt diferents. Per al cas lin⊥lin, el gradient de polarització provoca desplaçaments periòdics de llum en els subnivells de Zeeman de l'estat fonamental atòmic que permet que es produeixi un efecte Sísif. En la configuració σ + -σ −, la polarització giratòria crea un desequilibri poblacional induït pel moviment en els subnivells de Zeeman de l'estat fonamental atòmic que resulta en un desequilibri en la pressió de radiació que s'oposa al moviment de l'àtom. Ambdues configuracions aconsegueixen un refredament sub-Doppler i, en canvi, arriben al límit de retrocés. Tot i que el límit de refrigeració PG és inferior al de refrigeració Doppler, el rang de captura de refrigeració PG és menor i, per tant, un gas atòmic s'ha de refredar prèviament abans del refredament PG.

## Observació del refredament per sota del límit Doppler
Quan el 1975 es va proposar per primera vegada el refredament làser dels àtoms, l'únic mecanisme de refrigeració considerat va ser el refredament Doppler. Com a tal, es va predir que el límit de la temperatura era el límit Doppler:
{\displaystyle k_{B}T={\frac {\hbar \Gamma }{2}}}
Aquí k b és la constant de Boltzmann, T és la temperatura dels àtoms i Γ és la inversa de la vida radiativa de l'estat excitat. Els primers experiments semblaven estar d'acord amb aquest límit. Tanmateix, el 1988 els experiments van començar a informar temperatures per sota del límit Doppler. Aquestes observacions caldrien explicar la teoria del refredament PG.

## Teoria
Hi ha dues configuracions diferents que formen gradients de polarització: lin⊥lin i σ+ σ−. Ambdues configuracions proporcionen refrigeració, però, el tipus de gradient de polarització i el mecanisme físic de refredament són diferents entre les dues.

### La configuració lin⊥lin
En la configuració lin⊥lin, el refredament s'aconsegueix mitjançant un efecte Sísif. Considereu dues ones electromagnètiques contrapropagades amb la mateixa amplitud i polaritzacions lineals ortogonals {\displaystyle {\vec {E_{1}}}=E_{0}e^{ikz}{\hat {x}}} i {\displaystyle {\vec {E_{2}}}=E_{0}e^{-ikz}{\hat {y}}}, on k és el nombre d'ona {\displaystyle k=\textstyle {\frac {2\pi }{\lambda }}}. La superposició de {\displaystyle {\vec {E_{1}}}} i {\displaystyle {\vec {E_{2}}}} es dóna com:
{\displaystyle {\vec {E}}_{tot}={\frac {E_{0}}{\sqrt {2}}}\left(\cos(kz){\frac {{\hat {x}}+{\hat {y}}}{\sqrt {2}}}-i\sin(kz){\frac {-{\hat {x}}+{\hat {y}}}{\sqrt {2}}}\right)}
Presentació d'un nou parell de coordenades {\displaystyle {\hat {x}}'=\textstyle {\frac {{\hat {x}}+{\hat {y}}}{\sqrt {2}}}} i {\displaystyle {\hat {y}}'=\textstyle {\frac {-{\hat {x}}+{\hat {y}}}{\sqrt {2}}}} el camp es pot escriure com:
{\displaystyle {\vec {E}}_{tot}={\frac {E_{0}}{\sqrt {2}}}\left(\cos(kz){\hat {x}}'-i\sin(kz){\hat {y}}'\right)}
La polarització del camp total canvia amb z. Per exemple: ho veiem a {\displaystyle z=0} el camp està polaritzat linealment {\displaystyle {\hat {x}}'}, a les {\displaystyle z=\textstyle {\frac {\lambda }{8}}} el camp ha deixat polarització circular, a {\displaystyle z=\textstyle {\frac {\lambda }{4}}} el camp està polaritzat linealment {\displaystyle {\hat {y}}'}, a les {\displaystyle z=\textstyle {\frac {3\lambda }{8}}} el camp té polarització circular dreta, i a {\displaystyle z=\textstyle {\frac {\lambda }{2}}} el camp torna a estar polaritzat linealment {\displaystyle {\hat {x}}'}.

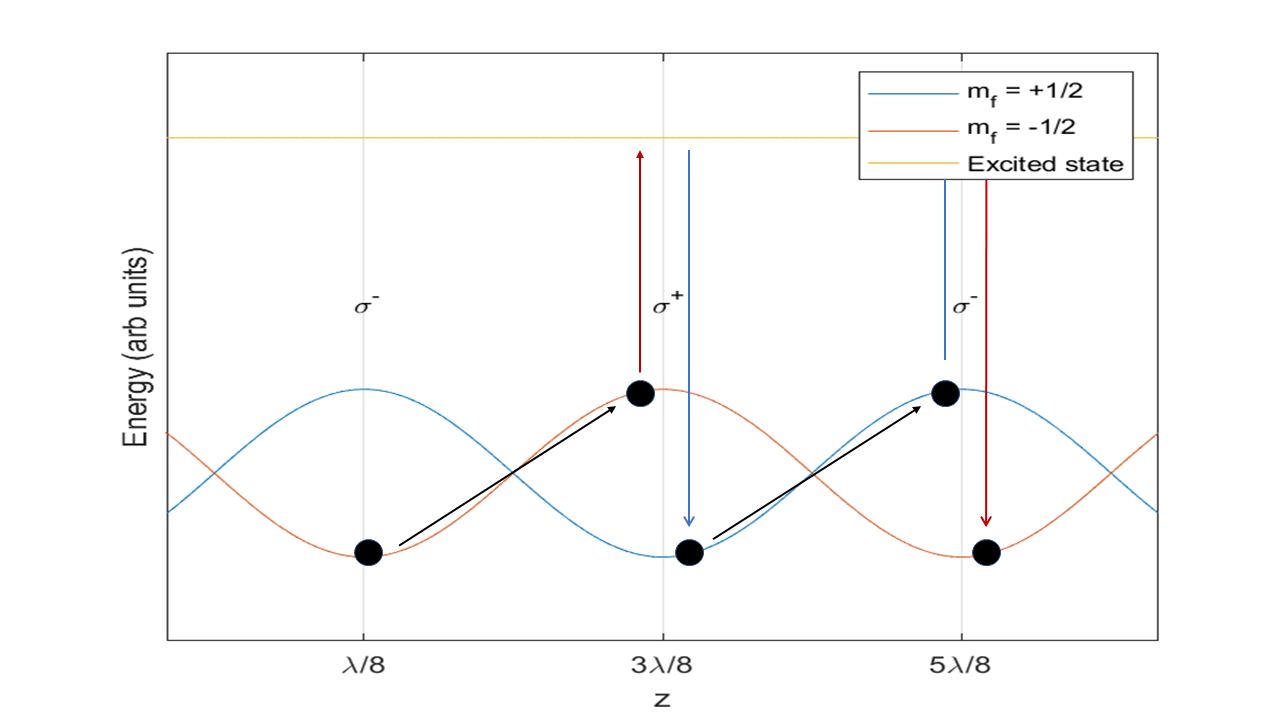
L'efecte Sísif. Els canvis de llum de l'estat fonamental fan que els subnivells de Zeeman oscil·lin amb un període de. Un àtom es mou cap amunt cap a la dreta, convertint la seva energia cinètica en energia potencial. A prop de la part superior del turó, l'àtom s'excita a un estat F=3/2 i torna a desintegrar-se a l'estat d'energia més baixa a la part inferior del turó, donant lloc a una pèrdua irreversible d'energia cinètica. A mesura que l'àtom es mou pel gradient de polarització, aquest procés passa moltes vegades.

Considereu un àtom que interactua amb el camp desajustat per sota de la transició dels estats atòmics {\displaystyle F_{g}=\textstyle {\frac {1}{2}}} i {\displaystyle F_{e}=\textstyle {\frac {3}{2}}} ( {\displaystyle \hbar {}\omega {}_{field}<E_{eg}} ). La variació de la polarització al llarg de z dóna lloc a una variació en els desplaçaments de llum dels subnivells atòmics de Zeeman amb z. El coeficient de Clebsch-Gordan que connecta el {\displaystyle |g,m_{F}=-\textstyle {\frac {1}{2}}\rangle } estat al {\displaystyle |e,m_{F}=-\textstyle {\frac {3}{2}}\rangle } l'estat és 3 vegades més gran que connectar el {\displaystyle |g,m_{F}=\textstyle {\frac {1}{2}}\rangle } estat al {\displaystyle |e,m_{F}=-\textstyle {\frac {1}{2}}\rangle } estat. Així per {\displaystyle \sigma ^{-}} polarització el desplaçament de la llum és tres vegades més gran per a la {\displaystyle |g,m_{F}=-\textstyle {\frac {1}{2}}\rangle } estat que per al {\displaystyle |e,m_{F}=\textstyle {\frac {1}{2}}\rangle } estat. La situació s'inverteix per {\displaystyle \sigma ^{+}} polarització, amb el desplaçament de la llum tres vegades més gran per al {\displaystyle |g,m_{F}=\textstyle {\frac {1}{2}}\rangle } estat que el {\displaystyle |e,m_{F}=-\textstyle {\frac {1}{2}}\rangle } estat. Quan la polarització és lineal, no hi ha cap diferència en els canvis de llum entre els dos estats. Així les energies dels estats oscil·laran en z amb període {\displaystyle \textstyle {\frac {\lambda }{2}}}.
A mesura que un àtom es mou al llarg de z, serà bombat òpticament a l'estat amb el major desplaçament de llum negatiu. Tanmateix, el procés de bombeig òptic triga un temps finit {\displaystyle \tau }. Per al nombre d'ona del camp k i la velocitat atòmica v tal que {\displaystyle kv\approx \tau {}^{-1}}, l'àtom viatjarà majoritàriament cap amunt a mesura que es mou al llarg de z abans de ser bombejat de nou a l'estat més baix. En aquest rang de velocitat, l'àtom viatja més pujada que cap avall i perd gradualment energia cinètica, baixant la seva temperatura. Això s'anomena efecte Sísif pel personatge mitològic grec. Tingueu en compte que aquesta condició inicial de velocitat requereix que l'àtom ja es refredi, per exemple mitjançant el refredament Doppler.

### La configuració σ+σ−
En el cas de les ones de contrapropagació amb polaritzacions circulars ortogonals, la polarització resultant és lineal a tot arreu, però gira al voltant {\displaystyle {\hat {z}}} en angle {\displaystyle -kz}. Com a resultat, no hi ha efecte Sísif. En canvi, la polarització giratòria condueix a desequilibris poblacionals induïts pel moviment als nivells de Zeeman que provoquen desequilibris en la pressió de radiació que condueixen a un amortiment del moviment atòmic. Aquests desequilibris poblacionals només són presents per als estats amb {\displaystyle F=1} o superior.

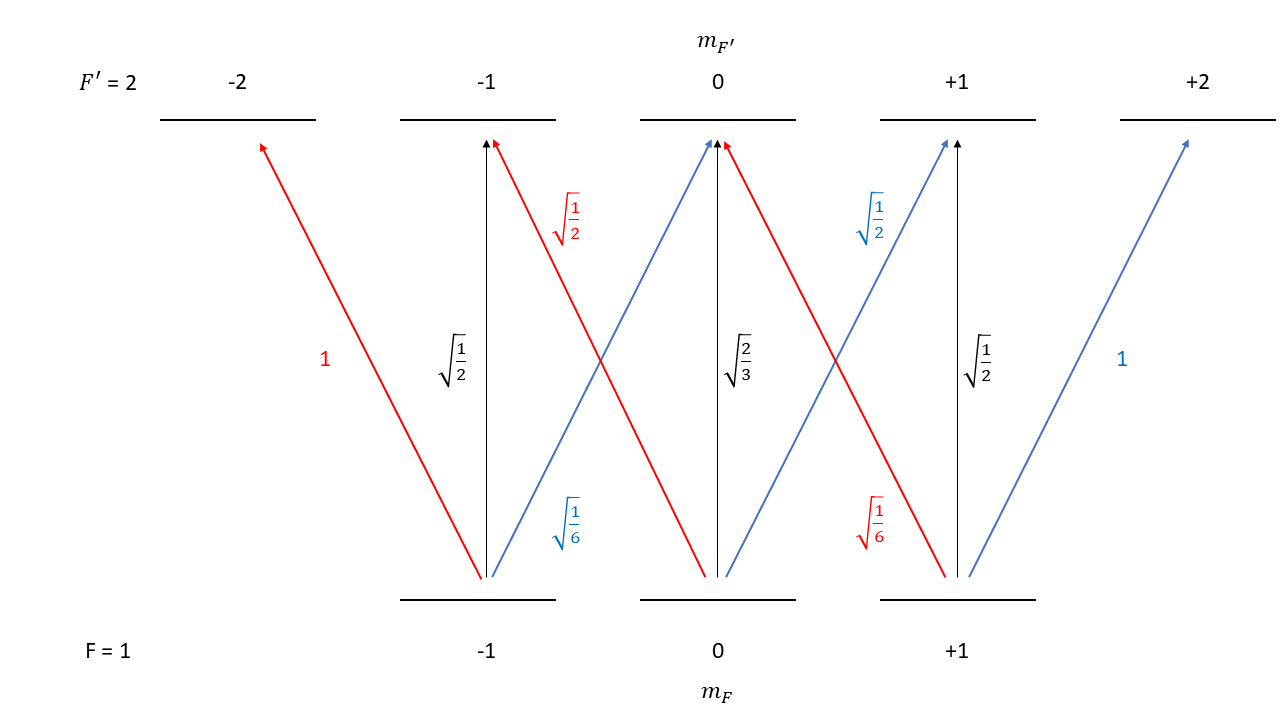
Coeficients de Clebsch Gordan per al a transició

Considereu dues ones EM desajustades d'una transició atòmica {\displaystyle F_{g}=1\rightarrow F_{e}=2} amb amplituds iguals: {\displaystyle {\vec {E_{1}}}=E_{0}e^{ikz}\textstyle {\frac {-{\hat {x}}-i{\hat {y}}}{\sqrt {2}}}} i {\displaystyle {\vec {E_{2}}}=E_{0}e^{-ikz}\textstyle {\frac {{\hat {x}}-i{\hat {y}}}{\sqrt {2}}}}. La superposició d'aquestes dues ones és:
{\displaystyle {\vec {E_{tot}}}=-i{\sqrt {2}}E_{0}(\sin(kz){\hat {x}}+\cos(kz){\hat {y}})}
Com s'ha dit anteriorment, la polarització del camp total és lineal, però gira al voltant {\displaystyle {\hat {z}}} per un angle {\displaystyle -kz} respecte a {\displaystyle {\hat {y}}}.